# Mary Garden

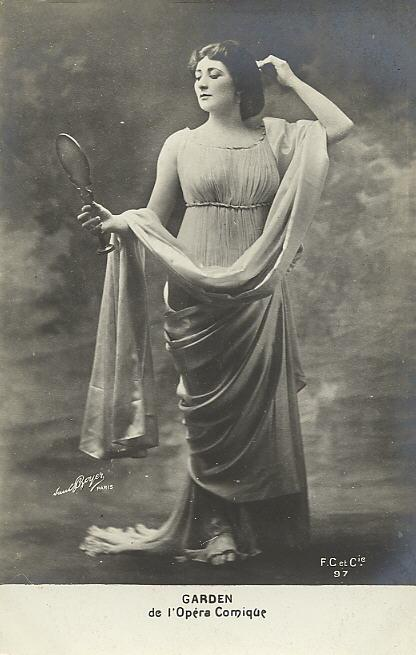
Mary Garden en el paper de Thaïs

Mary Garden (Aberdeen, 20 de febrer de 1874 - Inverurie, 3 de gener de 1967) va ser una important soprano escocesa que va desenvolupar la seua carrera professional principalment a França i als Estats Units d'Amèrica en el primer terç del segle XX. Va ser descrita com "la Sarah Bernhardt de l'òpera".

## Primers anys i ascens a la fama
Mary Garden va nàixer a Escòcia. Quan tenia nou anys, la seua família va emigrar als Estats Units, instal·lant-se a Chicago. Ben aviat va mostrar les seues aptituds com a promesa del cant, i després d'estudiar a Chicago va traslladar-se a París per a continuar la seua formació. El seu debut va tenir lloc a l'abril de 1900 en el paper protagonista de l'òpera Louise, de Gustave Charpentier a l'Opéra-Comique, un paper amb el qual sempre s'hi va sentir identificada.
Dos anys després, Claude Debussy la va seleccionar per a fer-se càrrec del paper protagonista en l'estrena de Pelléas et Mélisande. Les interpretacions de Garden van ser aclamades per la crítica. També va obtenir un èxit sensacional en el paper protagonista de Salomé, de Richard Strauss, cantada en versió francesa.
El debut de Mary Garden als Estats Units va tenir lloc al Manhattan Opera House, l'any 1907 en el paper protagonista de Thaïs, de Jules Massenet. Va actuar habitualment a la Civic Opera de Chicago entre 1910 i 1931, l'any en què es va retirar dels escenaris operístics. Tanmateix, es va mantenir activa en el camp dels recitals i impartint classes magistrals durant unes altres dues dècades.

## Vida personal
Tal com apareix retratada en la seua autobiografia o en la biografia escrita per Michael Turnbull (vegeu Bibliografia), Garden va ser una diva arquetípica, que sabia exactament el que volia. Va tenir nombroses baralles amb els seus col·legues professionals, de les quals sempre va sortir-ne victoriosa, fins a acabar assolint el control de l'Òpera de Chicago. Una implacable auto-publicista, la seua ostentosa vida personal va ser sovint objecte de major atenció que la seua carrera professional. Els seus afers amorosos, reals o imaginaris, van ser sovint objecte de l'atenció de la premsa.
La seua autobiografia, Mary Garden's Story (1951), pateix d'inexactituds que la fan malbé. Amb una evident propensió a l'exageració o a l'embelliment, es fa palès que Mary Garden ja estava sucumbint a la demència quan va ser elaborat el manuscrit.
Mary Garden va morir a Inverurie, prop d'Aberdeen, on va residir durant els darrers 30 anys de la seua vida. A Aberdeen hi ha un petit jardí dedicat a la seua memòria, amb un petit monument i una inscripció.

## Enregistraments i pel·lícules
Mary Garden va realitzar un cert nombre d'enregistraments per a gramòfon entre els anys 1903 i 1929, per a les companyies G & T, Columbia i Victor. Aquests enregistraments continuen a ser reeditats i són un document d'interès històric per als amants de l'òpera, tot i que la mateixa Garda va manifestar sovint que no s'hi trobava satisfeta amb els resultats. Són d'especial interès els enregistraments que va fer acompanyada al piano pel mateix Claude Debussy.
Va protagonitzar dues pel·lícules mudes, Thais (1917) i una història d'amor ambientada en la Primera Guerra Mundial, titulada The Splendid Sinner (1918). Sense l'ajut de la seua veu, les seues interpretacions van ser molt criticades i cap dels dos films va atènyer l'èxit.